# Studenec (Nicov)
Studenec (deutsch Brunn) ist ein Ortsteil der Gemeinde Nicov in Tschechien. Er liegt anderthalb Kilometer südlich von Nicov und gehört zum Okres Prachatice.

## Geographie
Studenec befindet sich im Böhmerwald am Nordosthang des Mílovský vrch (Millauer Berg, 994 m) über dem Tal des Horský potok. Die Siedlung liegt im Landschaftsschutzgebiet Šumava. Nördlich erhebt sich der Královský kámen (Königsstein, 1058 m) und im Süden die Popelná hora (Ascheberg, 1075 m).
Nachbarorte sind Nicov im Norden, Šebestov im Nordosten, Chalupy im Osten, Krousov und Sibíř im Südosten, Staré Hutě,  Přední Zadov und Churáňov im Süden, Popelná und Frejd im Südwesten, Bílý Potok und Karlina Pila im Westen sowie Červená, Bajerov und Kačerov im Nordwesten.

## Geschichte
Die Streusiedlung am Millauer Berg entstand aus zwei Häusergruppen; den Brunnhäusern an der Straße von Stachau nach Bergreichenstein und den Stieberhäusern südöstlich des Millauer Berges auf dem Sattel zum Ascheberg.
Im Jahre 1838 bestanden die Brunn- und Stüberhäuser aus elf Dominikalhäusern mit 80 Einwohnern. Die Siedlung unterstand dem Dorfgericht Millau. Pfarrort war Nitzau. Bis zur Mitte des 19. Jahrhunderts blieben die Brunn- und Stüberhäuser zum Dominium Bergreichenstein untertänig.
Nach der Aufhebung der Patrimonialherrschaften bildete Brunn / Brun ab 1850 einen Ortsteil der Gemeinde Nitzau im Gerichtsbezirk Bergreichenstein. Ab 1868 gehörte Brunn zum Bezirk Schüttenhofen. Der tschechische Ortsname Studenec wurde 1924 eingeführt. 1938 fiel Brunn durch das Münchner Abkommen an das Deutsche Reich und gehörte bis 1945 zum Landkreis Bergreichenstein. Nach dem Zweiten Weltkrieg wurden die mehrheitlich deutschsprachigen Einwohner vertrieben. 1949 wurde Studenec dem neugebildeten Okres Vimperk zugeordnet. Im Zuge der Gebietsreform von 1960 kam Studenec zum Okres Prachatice und wurde nach Stachy umgemeindet. 1991 hatte der Ort zehn Einwohner. Seit dem 1. Jänner 1993 gehört Studenec wieder zur Gemeinde Nicov. Im Jahre 2001 bestand das Dorf aus sechs Wohnhäusern, in denen neun Menschen lebten. Insgesamt besteht Studenec aus elf Häusern.

## Ortsgliederung
Der Katastralbezirk Studenec u Stach umfasst die Ortsteile Popelná und Studenec.

## Sehenswürdigkeiten
- Kapelle